# Wereldkampioenschappen atletiek 1997
De zesde wereldkampioenschappen atletiek vonden plaats van 1 tot 10 augustus 1997 in en rond het Olympisch stadion van Athene (Griekenland).

## Deelnemers

### Nederland
- Marko Koers

800 m — 6e plaats (1.44,85), halve finale 1.46,62, kwartfinale 1.46,52, series 1.47,17
- Kamiel Maase

10.000 m — 11e plaats (28.23,20); series 27.57,78
- Simon Vroemen

3000 m steeple — halve finale 8.48,66, series 8.28,96;
- Marcel Laros

3000 m steeple — halve finale 8.36,12, series 8.30,24
- Robin Korving

110 m horden — halve finale 13,51 s, kwartfinale 13,44 s, series 13,80 s
- Laurens Looije

Polsstokhoogspringen — kwalificatie 5,30 m
- Pieter van der Kruk

Discuswerpen — kwalificatie 60,16 m
- Marcel Dost

Tienkamp — 14e plaats (8.040) (10,97-7,45-13,61-1,91-47,99-14,49-42,42-5,20-51,80-4.36,68)
- Jack Rosendaal

Tienkamp — dnf (11,27-6,94-12,73-dns)
- Stella Jongmans

800 m — 8e plaats (2.05,50), halve finale 1.59,32, series 2.01,06
- Ester Goossens

400 m horden — halve finale 56,17 s, series 54,84 s
- Sharon Jaklofsky

Verspringen — 11e (6,61 m), kwalificatie 6,73 m

## Uitslagen

### 100 m
| Rang | Land | Atleet             | Tijd  |
| ---- | ---- | ------------------ | ----- |
| 1    | USA  | Maurice Greene     | 9,86  |
| 2    | CAN  | Donovan Bailey     | 9,91  |
| 3    | USA  | Tim Montgomery     | 9,94  |
| 4    | NAM  | Frankie Fredericks | 9,95  |
| 5    | TRI  | Ato Boldon         | 10,02 |
| 6    | NGR  | Davidson Ezinwa    | 10,10 |
| 7    | CAN  | Bruny Surin        | 10,12 |
| 8    | USA  | Mike Marsh         | 10,29 |

| Rang | Land | Atleet               | Tijd  |
| ---- | ---- | -------------------- | ----- |
| 1    | USA  | Marion Jones         | 10,83 |
| 2    | UKR  | Zjanna Pintoesevitsj | 10,85 |
| 3    | BAH  | Sevatheda Fynes      | 11,03 |
| 4    | FRA  | Christine Arron      | 11,05 |
| 5    | USA  | Inger Miller         | 11,18 |
| 6    | GER  | Melanie Paschke      | 11,19 |
| 7    | JAM  | Merlene Ottey        | 11,29 |
| 8    | USA  | Chryste Gaines       | 11,32 |

### 200 m
| Rang | Land | Atleet                   | Tijd  |
| ---- | ---- | ------------------------ | ----- |
| 1    | TRI  | Ato Boldon               | 20,04 |
| 2    | NAM  | Frankie Fredericks       | 20,23 |
| 3    | BRA  | Claudinei da Silva       | 20,26 |
| 4    | CUB  | Iván García              | 20,31 |
| 5    | GRE  | Georgios Panagiotópoulos | 20,32 |
| 6    | BAR  | Obadele Thompson         | 20,37 |
| 7    | USA  | Jon Drummond             | 20,44 |
| 8    | BEL  | Patrick Stevens          | 20,44 |

| Rang | Land | Atleet                   | Tijd  |
| ---- | ---- | ------------------------ | ----- |
| 1    | UKR  | Zjanna Pintoesevitsj     | 22,32 |
| 2    | SRI  | Susanthika Jayasinghe    | 22,39 |
| 3    | JAM  | Merlene Ottey            | 22,40 |
| 4    | RUS  | Jekaterina Leshchova     | 22,50 |
| 5    | USA  | Inger Miller             | 22,52 |
| 6    | RUS  | Marina Trandenkova       | 22,65 |
| 7    | AUS  | Melinda Gainsford-Taylor | 22,73 |
| 8    | FRA  | Sylviane Félix           | 22,81 |

### 400 m
| Rang | Land | Atleet            | Tijd  |
| ---- | ---- | ----------------- | ----- |
| 1    | USA  | Michael Johnson   | 44,12 |
| 2    | UGA  | Davis Kamoga      | 44,37 |
| 3    | USA  | Tyree Washington  | 44,39 |
| 4    | GBR  | Mark Richardson   | 44,47 |
| 5    | USA  | Jerome Young      | 44,51 |
| 6    | GBR  | Iwan Thomas       | 44,52 |
| 7    | USA  | Antonio Pettigrew | 44,57 |
| 8    | GBR  | Jamie Baulch      | 45,22 |

| Rang | Land | Atleet                   | Tijd  |
| ---- | ---- | ------------------------ | ----- |
| 1    | AUS  | Cathy Freeman            | 49,77 |
| 2    | JAM  | Sandie Richards          | 49,79 |
| 3    | USA  | Jearl Miles-Clark        | 49,90 |
| 4    | GER  | Grit Breuer              | 50,06 |
| 5    | NGR  | Falilat Ogunkoya         | 50,27 |
| 6    | CZE  | Helena Dziurova-Fuchsová | 50,66 |
| 7    | BAH  | Pauline Davis-Thompson   | 50,68 |
| 8    | RUS  | Tatyana Alekseyeva       | 51,37 |

### 800 m
| Rang | Land | Atleet             | Tijd    |
| ---- | ---- | ------------------ | ------- |
| 1    | DEN  | Wilson Kipketer    | 1.43,38 |
| 2    | CUB  | Norberto Téllez    | 1.44,00 |
| 3    | USA  | Rich Kenah         | 1.44,25 |
| 4    | KEN  | Patrick Konchellah | 1.44,26 |
| 5    | NOR  | Vebjørn Rodal      | 1.44,53 |
| 6    | NED  | Marko Koers        | 1.44,85 |
| 7    | KEN  | Patrick Ndururi    | 1.45,24 |
| 8    | USA  | Mark Everett       | 1.49,02 |

| Rang | Land | Atleet             | Tijd    |
| ---- | ---- | ------------------ | ------- |
| 1    | CUB  | Ana Fidelia Quirot | 1.57,14 |
| 2    | RUS  | Jelena Afanasjeva  | 1.57,56 |
| 3    | MOZ  | Maria Mutola       | 1.57,59 |
| 4    | SUR  | Letitia Vriesde    | 1.58,12 |
| 5    | CZE  | Ludmila Formanová  | 1.59,52 |
| 6    | NZL  | Toni Hodgkinson    | 2.00,40 |
| 7    | USA  | Joetta Clark       | 2.02,05 |
| 8    | NED  | Stella Jongmans    | 2.05,50 |

### 1.500 m
| Rang | Land | Atleet                   | Tijd    |
| ---- | ---- | ------------------------ | ------- |
| 1    | MAR  | Hicham El Guerrouj       | 3.35,83 |
| 2    | ESP  | Fermín Cacho             | 3.36,63 |
| 3    | ESP  | Reyes Estévez            | 3.37,26 |
| 4    | ALG  | Noureddine Morceli       | 3.37,37 |
| 5    | TUN  | Alí Hakimi               | 3.37,51 |
| 6    | QAT  | Mohamed Suleiman         | 3.37,53 |
| 7    | CAN  | Graham Hood              | 3.37,55 |
| 8    | DEN  | Robert Kiplagat Andersen | 3.37,66 |

| Rang | Land | Atleet           | Tijd    |
| ---- | ---- | ---------------- | ------- |
| 1    | POR  | Carla Sacramento | 4.04,24 |
| 2    | USA  | Regina Jacobs    | 4.04,63 |
| 3    | SUI  | Anita Weyermann  | 4.04,70 |
| 4    | ESP  | Maite Zúñiga     | 4.04,80 |
| 5    | CAN  | Leah Pells       | 4.06,18 |
| 6    | CZE  | Andrea Suldesová | 4.06,33 |
| 7    | RUS  | Olga Nelyubova   | 4.07,34 |
| 8    | IRL  | Sonia O'Sullivan | 4.07,81 |

### 5.000 m
| Rang | Land | Atleet             | Tijd     |
| ---- | ---- | ------------------ | -------- |
| 1    | KEN  | Daniel Komen       | 13.07,38 |
| 2    | MAR  | Khalid Boulami     | 13.09,34 |
| 3    | KEN  | Tom Nyariki        | 13.11,09 |
| 4    | MAR  | Ismaïl Sghyr       | 13.17,45 |
| 5    | GER  | Dieter Baumann     | 13.17,64 |
| 6    | USA  | Bob Kennedy        | 13.19,45 |
| 7    | MAR  | Hassan El Lahssini | 13.20,52 |
| 8    | ESP  | Enrique Molina     | 13.24,54 |

| Rang | Land | Atleet                 | Tijd     |
| ---- | ---- | ---------------------- | -------- |
| 1    | ROU  | Gabriela Szabó         | 14.57,68 |
| 2    | ITA  | Roberta Brunet         | 14.58,29 |
| 3    | POR  | Fernanda Ribeiro       | 14.58,85 |
| 4    | GBR  | Paula Radcliffe        | 15.01,74 |
| 5    | KEN  | Lydia Cheromei         | 15.07,88 |
| 6    | CHN  | Jianying Liu           | 15.10,64 |
| 7    | USA  | Libbie Johnson-Hickman | 15.11,15 |
| 8    | JPN  | Harumi Hiroyama        | 15.21,19 |

### 10.000 m
| Rang | Land | Atleet             | Tijd     |
| ---- | ---- | ------------------ | -------- |
| 1    | ETH  | Haile Gebrselassie | 27.24,58 |
| 2    | KEN  | Paul Tergat        | 27.25,62 |
| 3    | MAR  | Salah Hissou       | 27.28,67 |
| 4    | KEN  | Paul Koech         | 27.30,39 |
| 5    | ETH  | Assefa Mezgebu     | 27.32,48 |
| 6    | POR  | Domingos Castro    | 27.36,52 |
| 7    | ETH  | Habte Jifar        | 28.00,29 |
| 8    | ESP  | Julio Rey          | 28.07,06 |

| Rang | Land | Atleet           | Tijd     |
| ---- | ---- | ---------------- | -------- |
| 1    | KEN  | Sally Barsosio   | 31.32,92 |
| 2    | POR  | Fernanda Ribeiro | 31.39,15 |
| 3    | JPN  | Masako Chiba     | 31.41,93 |
| 4    | ETH  | Berhane Adere    | 31.48,95 |
| 5    | CHN  | Ren Xiujuan      | 31.50,63 |
| 6    | KEN  | Tegla Loroupe    | 32.00,93 |
| 7    | CHN  | Siju Yang        | 32.01,61 |
| 8    | RSA  | Colleen De Reuck | 32.03,81 |

### Marathon
| Rang | Land | Atleet                  | Tijd    |
| ---- | ---- | ----------------------- | ------- |
| 1    | ESP  | Abel Antón              | 2:13.16 |
| 2    | ESP  | Martín Fiz              | 2:13.21 |
| 3    | AUS  | Steve Moneghetti        | 2:14.16 |
| 4    | ITA  | Danilo Goffi            | 2:14.47 |
| 5    | BRA  | Luíz Antônio Dos Santos | 2:15.31 |
| 6    | ESP  | Fabián Roncero          | 2:16.53 |
| 7    | ITA  | Giacomo Leone           | 2:17.16 |
| 8    | ALG  | Azzedine Sakhri         | 2:17.44 |

| Rang | Land | Atleet                 | Tijd    |
| ---- | ---- | ---------------------- | ------- |
| 1    | JPN  | Hiromi Suzuki          | 2:29.48 |
| 2    | POR  | Manuela Machado        | 2:31.12 |
| 3    | ROU  | Lidia Simon-Slavuteanu | 2:31.55 |
| 4    | JPN  | Takako Tobise          | 2:32.18 |
| 5    | ITA  | Ornella Ferrara        | 2:33.10 |
| 6    | GER  | Iris Biba              | 2:34.06 |
| 7    | GER  | Sonja Krolik           | 2:35.28 |
| 8    | SUI  | Franziska Rochat-Moser | 2:36.16 |

### 20 km snelwandelen/10 km snelwandelen
| Rang | Land | Atleet                 | Tijd    |
| ---- | ---- | ---------------------- | ------- |
| 1    | MEX  | Daniel García          | 1:21.43 |
| 2    | RUS  | Michail Sjtsjennikov   | 1:21.53 |
| 3    | BLR  | Mikhail Khmelnitskiy   | 1:22.01 |
| 4    | CHN  | Guohui Yu              | 1:22.57 |
| 5    | CHN  | Zewen Li               | 1:23.03 |
| 6    | BLR  | Yevgeniy Misyulya      | 1:23.10 |
| 7    | ITA  | Michele Didoni         | 1:23.14 |
| 8    | ITA  | Giovanni De Benedictis | 1:23.33 |

| Rang | Land | Atleet                | Tijd     |
| ---- | ---- | --------------------- | -------- |
| 1    | ITA  | Annarita Sidoti       | 42.55,49 |
| 2    | BLR  | Olga Kardopoltseva    | 43.30,20 |
| 3    | BLR  | Valentina Tsybulskaya | 43.49,24 |
| 4    | CHN  | Hongyu Liu            | 43.56,86 |
| 5    | ITA  | Erica Alfridi         | 43.59,73 |
| 6    | HUN  | Anikó Szebenszky      | 44.14,94 |
| 7    | CHN  | Yan Gu                | 44.24,17 |
| 8    | LAT  | Anita Liepina         | 45.00,56 |

### 50 km snelwandelen
| Rang | Land | Atleet                 | Tijd         |
| ---- | ---- | ---------------------- | ------------ |
| 1    | POL  | Robert Korzeniowski    | 3:44.46      |
| 2    | ESP  | Jesús Ángel García     | 3:44.59      |
| 3    | MEX  | Miguel Angel Rodríguez | 3:48.30      |
| 4    | RUS  | Oleg Ishutkin          | 3:50.04      |
| 5    | POL  | Tomasz Lipíec          | 3:50.14      |
| 6    | JPN  | Fumio Imamura          | 3:50.27 (NR) |
| 7    | FRA  | Sylvain Caudron        | 3:51.17      |
| 8    | ITA  | Arturo Di Mezza        | 3:51.33      |

### 110 m horden/100 m horden
| Rang | Land | Atleet              | Tijd  |
| ---- | ---- | ------------------- | ----- |
| 1    | USA  | Allen Johnson       | 12,93 |
| 2    | GBR  | Colin Jackson       | 13,05 |
| 3    | SVK  | Igor Kovác          | 13,18 |
| 4    | GER  | Florian Schwarthoff | 13,20 |
| 5    | FRA  | Dan Philibert       | 13,26 |
| 6    | USA  | Terry Reese         | 13,30 |
| 7    | USA  | Mark Crear          | 13,55 |
| 8    | POL  | Artur Kohutek       | DNS   |

| Rang | Land | Atleet            | Tijd  |
| ---- | ---- | ----------------- | ----- |
| 1    | SWE  | Ludmila Engquist  | 12,50 |
| 2    | BUL  | Svetla Dimitrova  | 12,58 |
| 3    | JAM  | Michelle Freeman  | 12,61 |
| 4    | SLO  | Brigita Bukovec   | 12,69 |
| 5    | JAM  | Dionne Rose       | 12,87 |
| 6    | CAN  | Keturah Anderson  | 12,88 |
| 7    | RUS  | Svetlana Laukhova | 12,98 |
| 8    | FRA  | Patricia Girard   | DQ    |

### 400 m horden
| Rang | Land | Atleet            | Tijd  |
| ---- | ---- | ----------------- | ----- |
| 1    | FRA  | Stéphane Diagana  | 47,70 |
| 2    | RSA  | Llewellyn Herbert | 47,86 |
| 3    | USA  | Bryan Bronson     | 47,88 |
| 4    | ITA  | Fabrizio Mori     | 48,05 |
| 5    | ZAM  | Samuel Matete     | 48,11 |
| 6    | RUS  | Ruslan Mashchenko | 48,62 |
| 7    | JAM  | Dinsdale Morgan   | 49,06 |
| 8    | CZE  | Jirí Muzik        | 49,51 |

| Rang | Land | Atleet                        | Tijd  |
| ---- | ---- | ----------------------------- | ----- |
| 1    | MAR  | Nezha Bidouane                | 52,97 |
| 2    | JAM  | Deon Hemmings                 | 53,09 |
| 3    | USA  | Kim Batten                    | 53,52 |
| 4    | UKR  | Tetjana Teresjtsjoek-Antipova | 53,81 |
| 5    | JAM  | Debbie-Ann Parris             | 54,19 |
| 6    | USA  | Tonja Buford-Bailey           | 54,77 |
| 7    | IRL  | Susan Smith-Walsh             | 55,25 |
| 8    | BAR  | Andrea Blackett               | 55,63 |

### 3.000 m steeplechase
| Rang | Land | Atleet                 | Tijd    |
| ---- | ---- | ---------------------- | ------- |
| 1    | KEN  | Wilson Boit Kipketer   | 8.05,84 |
| 2    | KEN  | Moses Kiptanui         | 8.06,04 |
| 3    | KEN  | Bernard Barmasai       | 8.06,04 |
| 4    | KSA  | Saad Shaddad Al-Asmari | 8.13,87 |
| 5    | MAR  | Hicham Bouaouiche      | 8.14,04 |
| 6    | USA  | Mark Croghan           | 8.14,09 |
| 7    | NOR  | Jim Svenøy             | 8.14,80 |
| 8    | ITA  | Angelo Carosi          | 8.16,01 |

### 4 x 100 m estafette
| Rang | Land | Atleten                                                                                           | Tijd  |
| ---- | ---- | ------------------------------------------------------------------------------------------------- | ----- |
| 1    | CAN  | Robert Esmie Glenroy Gilbert Bruny Surin Donovan Bailey                                           | 37,86 |
| 2    | NGR  | Osmond Ezinwa Olapade Adeniken Francis Obikwelu Davidson Ezinwa                                   | 38,07 |
| 3    | GBR  | Darren Braithwaite Darren Campbell Douglas Walker Julian Golding                                  | 38,14 |
| 4    | CUB  | Alfredo García-Baró Misael Ortíz Iván García Luis Alberto Pérez-Rionda                            | 38,15 |
| 5    | GHA  | Abu Dua Eric Nkansah Aziz Zakari Emmanuel Tuffour                                                 | 38,26 |
| 6    | BRA  | Vicente Lenilson De Lima Claudinei Quirino Da Silva Robson Caetano Da Silva Luciano Ribeiro Edson | 38,48 |
| 7    | ESP  | Frutos Feo Venancio José Jordi Mayoral Carlos Berlanga                                            | 38,72 |
| 8    | FRA  | Emmanuel Bangué Frédéric Krantz Gilles Quénéhervé Stéphane Cali                                   | DQ    |

| Rang | Land | Atleten                                                                    | Tijd       |
| ---- | ---- | -------------------------------------------------------------------------- | ---------- |
| 1    | USA  | Chryste Gaines Marion Jones Inger Miller Gail Devers                       | 41,47 (KR) |
| 2    | JAM  | Beverly McDonald Merlene Frazer Juliet Cuthbert Beverly Grant              | 42,10      |
| 3    | FRA  | Patricia Girard Christine Arron Delphine Combe Sylviane Félix              | 42,21 (NR) |
| 4    | GER  | Melanie Paschke Esther Möller Birgit Rockmeier Andrea Philipp              | 42,44      |
| 5    | RUS  | Olga Povtaryova Galina Malchugina Marina Trandenkova Jekaterina Leshchova  | 42,50      |
| 6    | BAH  | Eldece Clarke-Lewis Sevatheda Fynes Debbie Ferguson Pauline Davis-Thompson | 42,77      |
| 7    | NGR  | Beatrice Utondu Endurance Ojokolo Angela Atede Falilat Ogunkoya            | 43,27      |
| 8    | CHN  | Pei Fang Yan Jiankui Liu Xiaomei Li Xuemei                                 | 43,32      |

### 4 x 400 m estafette
| Rang | Land | Atleten                                                               | Tijd         |
| ---- | ---- | --------------------------------------------------------------------- | ------------ |
| 1    | GBR  | Iwan Thomas Roger Black Jamie Baulch Mark Richardson                  | 2.56,65      |
| 2    | JAM  | Michael McDonald Gregory Haughton Danny McFarlane Davian Clarke       | 2.56,75 (NR) |
| 3    | POL  | Tomasz Czubak Piotr Rysiukiewicz Piotr Haczek Robert Maćkowiak        | 3.00,26      |
| 4    | RSA  | Arnaud Malherbe Hezekiél Sepeng Hendrik Mokganyetsi Llewellyn Herbert | 3.00,26 (NR) |
| 5    | FRA  | Jean-Louis Rapnouil Marc Foucan Fred Mango Stéphane Diagana           | 3.01,06      |
| 6    | ZIM  | Tawanda Chiwira Phillip Mukomana Savieri Ngidhi Ken Harnden           | 3.01,43      |
| 7    | ITA  | Ashraf Saber Marco Vaccari Andrea Nuti Fabrizio Mori                  | 3.01,52      |
| DQ   | USA  | Jerome Young Antonio Pettigrew Chris Jones Tyree Washington           | 2.56,47      |

| Rang | Land | Atleten                                                                      | Tijd         |
| ---- | ---- | ---------------------------------------------------------------------------- | ------------ |
| 1    | GER  | Anke Feller Uta Rohländer Anja Rücker Grit Breuer                            | 3.20,92      |
| 2    | USA  | Maicel Malone-Wallace Kim Graham Kim Batten Jearl Miles-Clark                | 3.21,03      |
| 3    | JAM  | Inez Turner Lorraine Graham Deon Hemmings Sandie Richards                    | 3.21,30 (NR) |
| 4    | RUS  | Tatyana Chebykina Olga Kotljarova Jekaterina Koelikova Tatyana Alekseyeva    | 3.21,57      |
| 5    | CZE  | Nadezda Kostovalova Ludmila Formanová Hana Benešová Helena Dziurova-Fuchsová | 3.23,73      |
| 6    | GBR  | Allison Curbishley Michelle Pierre Michelle Thomas Donna Fraser              | 3.26,27      |
| 7    | NGR  | Olabisi Afolabi Fatima Yusuf Doris Jacob Falilat Ogunkoya                    | 3.30,04      |
| 8    | ITA  | Patrizia Spuri Francesca Carbone Carla Barbarino Virna De Angeli             | 3.30,63      |

### Hoogspringen
| Rang | Land | Atleet                | Hoogte |
| ---- | ---- | --------------------- | ------ |
| 1    | CUB  | Javier Sotomayor      | 2,37 m |
| 2    | POL  | Artur Partyka         | 2,35 m |
| 3    | AUS  | Tim Forsyth           | 2,35 m |
| 4    | NOR  | Steinar Hoen          | 2,32 m |
| 4    | GBR  | Dalton Grant          | 2,32 m |
| 6    | GRE  | Lambros Papakostas    | 2,32 m |
| 7    | ISR  | Konstantin Matusevich | 2,29 m |
| 8    | KOR  | Jin-Taek Lee          | 2,29 m |

| Rang | Land | Atleet               | Hoogte |
| ---- | ---- | -------------------- | ------ |
| 1    | NOR  | Hanne Haugland       | 1,99 m |
| 2    | RUS  | Olga Kalitoerina     | 1,96 m |
| 2    | UKR  | Inha Babakova        | 1,96 m |
| 4    | RUS  | Julija Ljachova      | 1,96 m |
| 5    | SWE  | Kajsa Bergqvist      | 1,93 m |
| 5    | RUS  | Tatjana Motkova      | 1,93 m |
| 7    | ITA  | Antonella Bevilacqua | 1,93 m |
| 7    | GER  | Alina Astafei        | 1,93 m |
| 7    | SLO  | Britta Bilac         | 1,93 m |

### Verspringen
| Rang | Land | Atleet               | Afstand |
| ---- | ---- | -------------------- | ------- |
| 1    | CUB  | Iván Pedroso         | 8,42 m  |
| 2    | USA  | Erick Walder         | 8,38 m  |
| 3    | RUS  | Kirill Sosoenov      | 8,18 m  |
| 4    | JAM  | James Beckford       | 8,14 m  |
| 5    | BRA  | Nelson Ferreira Jr.  | 8,04 m  |
| 6    | BLR  | Aleksandr Glavatskiy | 8,03 m  |
| 7    | SEN  | Cheikh Tidiane Touré | 7,98 m  |
| 8    | USA  | Kevin Dilworth       | 7,88 m  |

| Rang | Land | Atleet               | Afstand |
| ---- | ---- | -------------------- | ------- |
| 1    | RUS  | Ljoedmila Galkina    | 7,05 m  |
| 2    | GRE  | Níki Xánthou         | 6,94 m  |
| 3    | ITA  | Fiona May            | 6,91 m  |
| 4    | GER  | Heike Drechsler      | 6,89 m  |
| 5    | USA  | Jackie Joyner-Kersee | 6,79 m  |
| 6    | GER  | Susen Tiedtke        | 6,78 m  |
| 7    | UKR  | Viktorija Versjinina | 6,71 m  |
| 8    | SWE  | Erica Johansson      | 6,64 m  |

### Polsstokhoogspringen
| Rang | Land | Atleet             | Hoogte      |
| ---- | ---- | ------------------ | ----------- |
| 1    | UKR  | Sergej Boebka      | 6,01 m (KR) |
| 2    | RUS  | Maksim Tarasov     | 5,96 m      |
| 3    | USA  | Dean Starkey       | 5,91 m      |
| 4    | GER  | Tim Lobinger       | 5,80 m      |
| 5    | GBR  | Nick Buckfield     | 5,70 m      |
| 6    | USA  | Pat Manson         | 5,70 m      |
| 7    | RUS  | Vadim Strogalyov   | 5,70 m      |
| 8    | RUS  | Yevgeniy Smiryagin | 5,70 m      |

### Hink-stap-springen
| Rang | Land | Atleet              | Afstand      |
| ---- | ---- | ------------------- | ------------ |
| 1    | CUB  | Yoelbi Quesada      | 17,85 m      |
| 2    | GBR  | Jonathan Edwards    | 17,69 m      |
| 3    | CUB  | Aliecer Urrutia     | 17,64 m      |
| 4    | RUS  | Denis Kapustin      | 17,59 m      |
| 5    | BER  | Brian Wellman       | 17,22 m      |
| 6    | DMA  | Jerome Romain       | 17,17 m      |
| 7    | GRE  | Chrístos Melétoglou | 17,12 m (NR) |
| 8    | GHA  | Andrew Owusu        | 17,11 m      |

| Rang | Land | Atleet                   | Afstand      |
| ---- | ---- | ------------------------ | ------------ |
| 1    | CZE  | Šárka Kašpárková         | 15,20 m      |
| 2    | ROU  | Rodica Petrescu-Mateescu | 15,16 m (NR) |
| 3    | UKR  | Olena Hovorova           | 14,67 m      |
| 4    | GRE  | Ólga-Anastasía Vasdéki   | 14,62 m (NR) |
| 5    | GBR  | Ashia Hansen             | 14,49 m      |
| 6    | BUL  | Tereza Marinova          | 14,34 m      |
| 7    | LAT  | Jelena Blazevica         | 14,06 m      |
| 8    | FRA  | Betty Lise               | 14,03 m      |

### Speerwerpen
| Rang | Land | Atleet            | Afstand      |
| ---- | ---- | ----------------- | ------------ |
| 1    | RSA  | Marius Corbett    | 88,40 m (RA) |
| 2    | GBR  | Steve Backley     | 86,80 m      |
| 3    | GRE  | Kostas Gatsioudis | 86,64 m      |
| 4    | GBR  | Mick Hill         | 86,54 m      |
| 5    | RUS  | Sergej Makarov    | 86,32 m      |
| 6    | GER  | Boris Henry       | 84,54 m      |
| 7    | CUB  | Emeterio González | 83,56 m (NR) |
| 8    | FIN  | Aki Parviainen    | 82,80 m      |

| Rang | Land | Atleet                  | Afstand |
| ---- | ---- | ----------------------- | ------- |
| 1    | NOR  | Trine Solberg-Hattestad | 68,78 m |
| 2    | AUS  | Joanna Stone            | 68,64 m |
| 3    | GER  | Tanja Damaske           | 67,12 m |
| 4    | FIN  | Mikaela Ingberg         | 66,00 m |
| 5    | ROU  | Felicia Tilea-Moldovan  | 64,90 m |
| 6    | CUB  | Sonia Bisset            | 63,80 m |
| 7    | CUB  | Osleidys Menéndez       | 63,76 m |
| 8    | RUS  | Tatyana Shikolenko      | 63,76 m |

### Discuswerpen
| Rang | Land | Atleet                | Afstand |
| ---- | ---- | --------------------- | ------- |
| 1    | GER  | Lars Riedel           | 68,54 m |
| 2    | LTU  | Virgilijus Alekna     | 66,70 m |
| 3    | GER  | Jürgen Schult         | 66,14 m |
| 4    | BLR  | Vladimir Dubrovshchik | 66,12 m |
| 5    | USA  | John Godina           | 65,40 m |
| 6    | GER  | Andreas Seelig        | 64,48 m |
| 7    | USA  | Adam Setliff          | 63,44 m |
| 8    | GBR  | Robert Weir           | 63,06 m |

| Rang | Land | Atleet             | Afstand |
| ---- | ---- | ------------------ | ------- |
| 1    | NZL  | Beatrice Faumuina  | 66,82 m |
| 2    | BLR  | Ellina Zvereva     | 65,90 m |
| 3    | RUS  | Natalja Sadova     | 65,14 m |
| 4    | RUS  | Larisa Korotkevich | 63,02 m |
| 5    | BLR  | Iryna Jatsjanka    | 62,58 m |
| 6    | POR  | Teresa Machado     | 62,00 m |
| 7    | GRE  | Stella Tsikoúna    | 61,92 m |
| 8    | ITA  | Agnese Maffeis     | 61,40 m |

### Kogelstoten
| Rang | Land | Atleet            | Afstand |
| ---- | ---- | ----------------- | ------- |
| 1    | USA  | John Godina       | 21,44 m |
| 2    | GER  | Oliver Sven Buder | 21,24 m |
| 3    | USA  | C.J. Hunter       | 20,33 m |
| 4    | UKR  | Joeri Belonoh     | 20,26 m |
| 5    | FIN  | Mika Halvari      | 20,13 m |
| 6    | UKR  | Roman Virastjoek  | 20,12 m |
| 7    | USA  | Kevin Toth        | 20,02 m |
| 8    | GER  | Michael Mertens   | 19,91 m |

| Rang | Land | Atleet                      | Afstand |
| ---- | ---- | --------------------------- | ------- |
| 1    | GER  | Astrid Kumbernuss           | 20,71 m |
| 2    | UKR  | Vita Pavlysj                | 20,66 m |
| 3    | GER  | Stephanie Storp             | 19,22 m |
| 4    | CHN  | Huang Zhihong               | 19,15 m |
| 5    | USA  | Connie Price-Smith          | 19,00 m |
| 6    | CHN  | Li Meisu                    | 18,62 m |
| 7    | GER  | Nadine Kleinert             | 18,42 m |
| 8    | POL  | Krystyna Danilczyk-Zabawska | 17,83 m |

### Kogelslingeren
| Rang | Land | Atleet            | Afstand |
| ---- | ---- | ----------------- | ------- |
| 1    | GER  | Heinz Weis        | 81,78 m |
| 2    | UKR  | Andrej Skvaroek   | 81,46 m |
| 3    | RUS  | Vasili Sidorenko  | 80,76 m |
| 4    | HUN  | Balázs Kiss       | 79,96 m |
| 5    | BLR  | Igor Astapkovitsj | 79,70 m |
| 6    | RUS  | Ilya Konovalov    | 78,68 m |
| 7    | RUS  | Vadim Khersontsev | 77,42 m |
| 8    | UKR  | Aleksandr Krykoen | 77,14 m |

### Tienkamp/zevenkamp
| Rang | Land | Atleet            | Punten        |
| ---- | ---- | ----------------- | ------------- |
| 1    | CZE  | Tomáš Dvořák      | 8837 pnt (KR) |
| 2    | FIN  | Eduard Hämäläinen | 8730 pnt (NR) |
| 3    | GER  | Frank Busemann    | 8652 pnt      |
| 4    | USA  | Steve Fritz       | 8463 pnt      |
| 5    | UZB  | Ramil Ganiyev     | 8445 pnt (AS) |
| 6    | EST  | Erki Nool         | 8413 pnt      |
| 7    | GER  | Stefan Schmid     | 8360 pnt      |
| 8    | CAN  | Mike Smith        | 8307 pnt      |

| Rang | Land | Atleet               | Punten   |
| ---- | ---- | -------------------- | -------- |
| 1    | GER  | Sabine Braun         | 6739 pnt |
| 2    | GBR  | Denise Lewis         | 6654 pnt |
| 3    | LTU  | Remigija Nazaroviene | 6566 pnt |
| 4    | POL  | Urszula Wlodarczyk   | 6542 pnt |
| 5    | BLR  | Natalya Sazanovich   | 6428 pnt |
| 6    | GER  | Mona Steigauf        | 6406 pnt |
| 7    | USA  | Shundra Le Nathan    | 6298 pnt |
| 8    | RUS  | Irina Vostrikova     | 6277 pnt |

## Legenda
- KR: Kampioenschapsrecord
- NR: Nationaal record
- AF: Afrikaans record
- AS: Aziatisch record
- DNS: Niet gestart
- DQ: Gediskwalificeerd

1983 · 
1987 · 
1991 · 
1993 · 
1995 · 
1997 · 
1999 · 
2001 · 
2003 · 
2005 · 
2007 · 
2009 · 
2011 · 
2013 · 
2015 · 
2017 · 
2019 · 
2022 · 
2023